# NakedSelf
Albums de The The
Hanky Panky
(1995) 45 RPM: The Singles of The The
(2002)
Singles
1. The Whisperers
Sortie : 2000

NakedSelf est le sixième album studio de The The, sorti le 29 février 2000.
Le groupe est composé de Matt Johnson, du guitariste et compositeur Eric Schermerhorn, du bassiste Spencer Campbell et du batteur Earl Harvin. Johnson est très amer sur la publication de cet album, considérant qu'il a largement été sous-promu par la maison de disques. The The venait alors de quitter Universal Music pour Interscope, via le label Nothing Records de Trent Reznor, et l'élaboration du disque a pris plus de temps que prévu, en raison du déménagement de Johnson à New York et de sa paternité récente.
L'album s'est classé 45e au UK Albums Chart.

## Liste des titres
| No  | Titre             | Auteur                          | Durée |
| --- | ----------------- | ------------------------------- | ----- |
| 1.  | Boiling Point     | Matt Johnson, Eric Schermerhorn | 5:48  |
| 2.  | Shrunken Man      | M. Johnson                      | 4:55  |
| 3.  | The Whisperers    | M. Johnson, E. Schermerhorn     | 3:20  |
| 4.  | Soul Catcher      | M. Johnson                      | 3:15  |
| 5.  | Global Eyes       | M. Johnson                      | 4:10  |
| 6.  | December Sunlight | M. Johnson, E. Schermerhorn     | 3:18  |
| 7.  | Swine Fever       | M. Johnson                      | 3:39  |
| 8.  | Diesel Breeze     | M. Johnson, E. Schermerhorn     | 2:52  |
| 9.  | Weather Belle     | M. Johnson                      | 3:47  |
| 10. | Voidy Numbness    | M. Johnson, E. Schermerhorn     | 4:04  |
| 11. | Phantom Walls     | M. Johnson                      | 4:17  |
| 12. | Salt Water        | M. Johnson, E. Schermerhorn     | 2:13  |